# ديفيد ماكورميك
ديفيد ماكورميك (بالإنجليزية: David H. McCormick)‏ هو مدير أمريكي، ولد في 17 أغسطس 1965 في واشنطن العاصمة في الولايات المتحدة.